# ДОТ № 503 (КиУР)

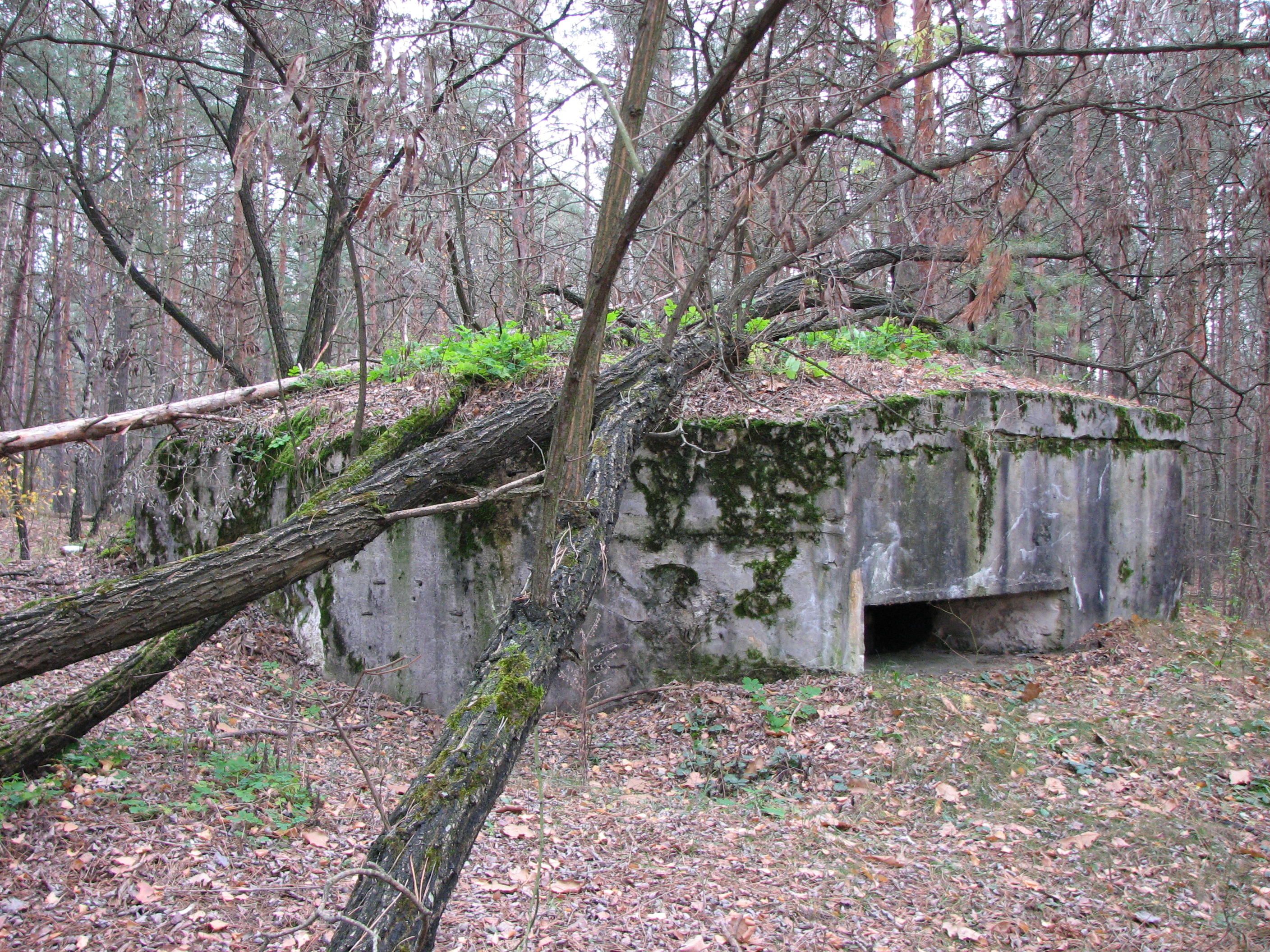
ДОТ № 503

50°34′42.21″ пн. ш. 30°18′15.55″ сх. д. / 50.5783917° пн. ш. 30.3043194° сх. д.
ДОТ № 503 — довготривала оборонна точка, що входила до складу першої лінії оборони Київського укріпленого району. Розташований у лісі неподалік с. Горенка.

## Історія

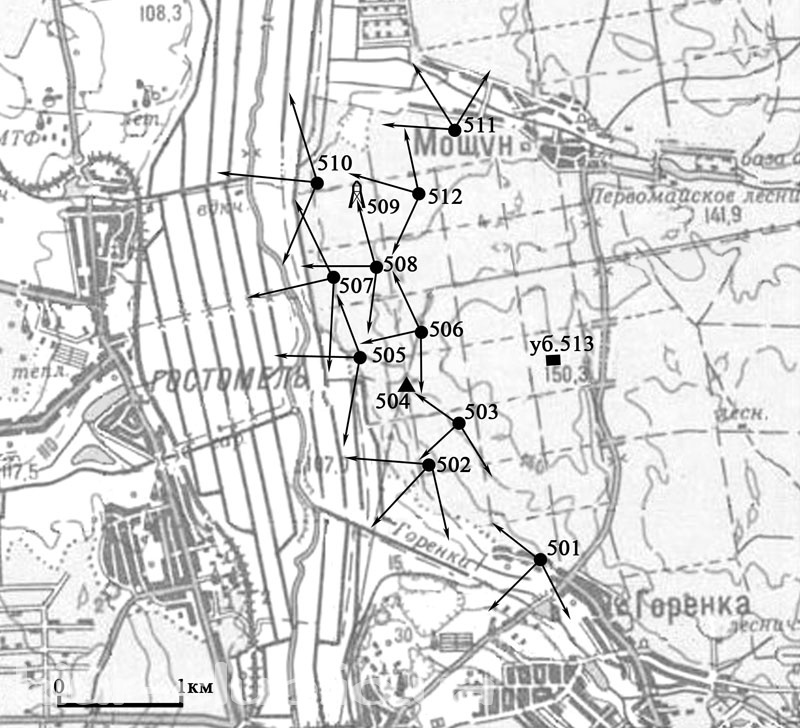
ДОТ № 503 у системі оборони 13-го БРО КиУР

ДОТ має 1 поверх та 3 кулеметних амбразури, відноситься до оборонних споруд типу «М2». Тобто споруда могла витримати 1 влучення 152-мм гаубиці. ДОТ побудували у 1931 році у глибині оборони для підтримки оборонних споруд на передньому краї (див. ДОТ № 502). Організаційно він входив до складу 13-го батальйонного району оборони (БРО) КиУРа, що прикривав район сіл Горенка — Мощун. Взагалі у порівнянні з 1-м батальйонним районом оборони, де оборонні споруди часто були віддалені одна від одної та не прикривали одна одну вогнем (див. ДОТ № 481, ДОТ № 487), споруди 13-й БРО були щільно розташовані на місцевості та повністю контролювали своїми кулеметами дану ділянку оборони.
З початком Німецько-радянської війни гарнізон самої оборонної точки складався з бійців 161-го окремого кулеметного батальйону КиУР. До 24 — 25 серпня 1941 року ДОТ знаходився у тилу радянських військ, бо фронт пролягав західніше. Під час другого штурму КиУР, що розпочався 16 вересня 1941 року, ДОТ № 503 не мав бойового контакту із супротивником. Вдень 18 вересня війська 37-ї армії Південно-Західного фронту розпочали за наказом відхід з КиУРа та міста Київ. Гарнізони ДОТ КиУР належали до останніх, хто відходив на лівий берег Дніпра, серед них був і гарнізон оборонної точки № 503. Вдень 19 вересня передові загони 71-ї піхотної дивізії німців зайняли територію 13-го БРО без бою, затримуючи лише дезертирів-червоноармійців та перебіжчиків.

## Сьогодення
ДОТ в гарному стані. Вхід частково замуровано.
ДОТ має статус пам'ятки історії, науки і техніки місцевого значення (наказ Міністерства культури України від 20.01.2012 № 45, охоронний номер 513/62-Ко).

## Галерея

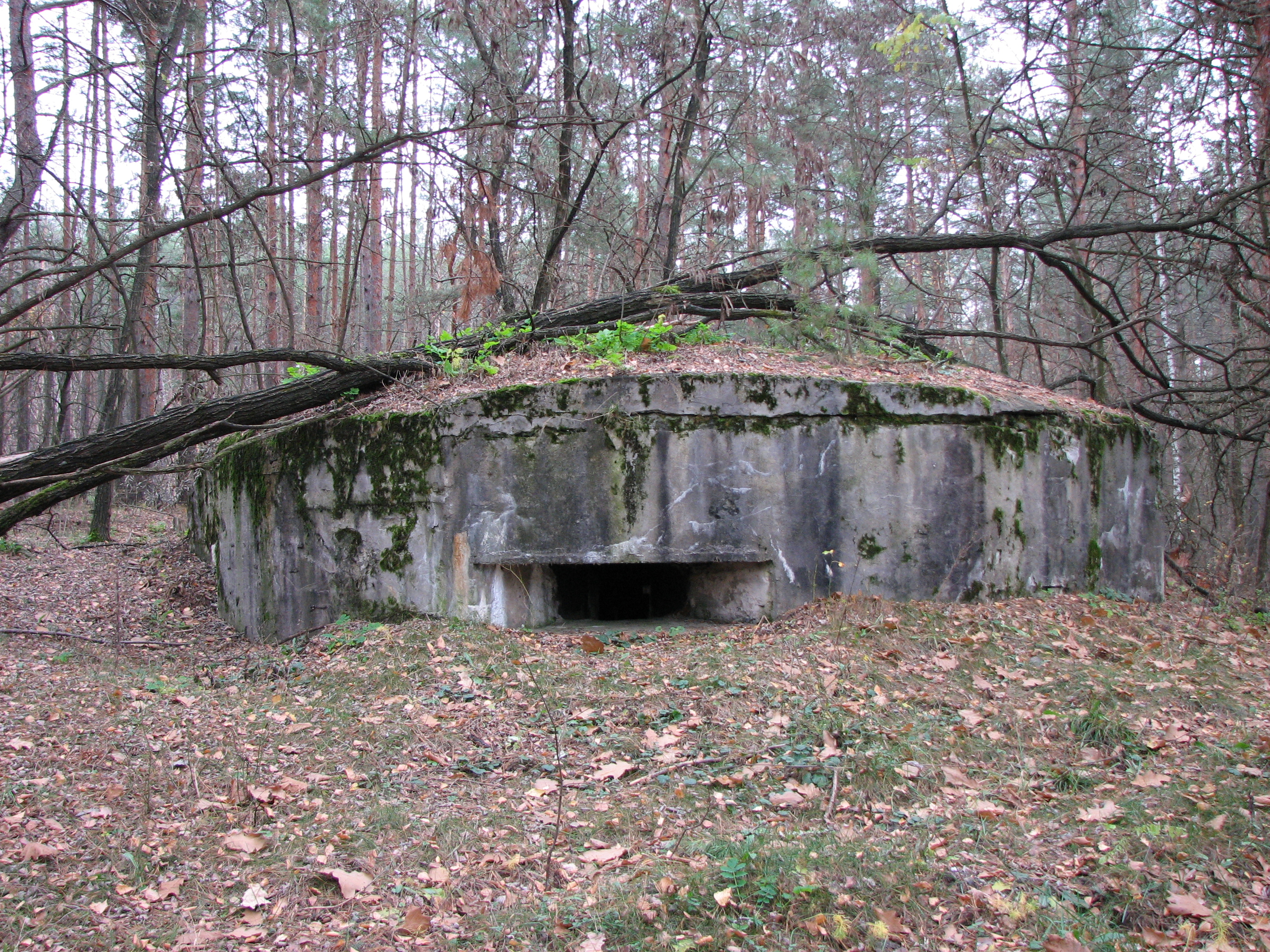
Загальний вид споруди.
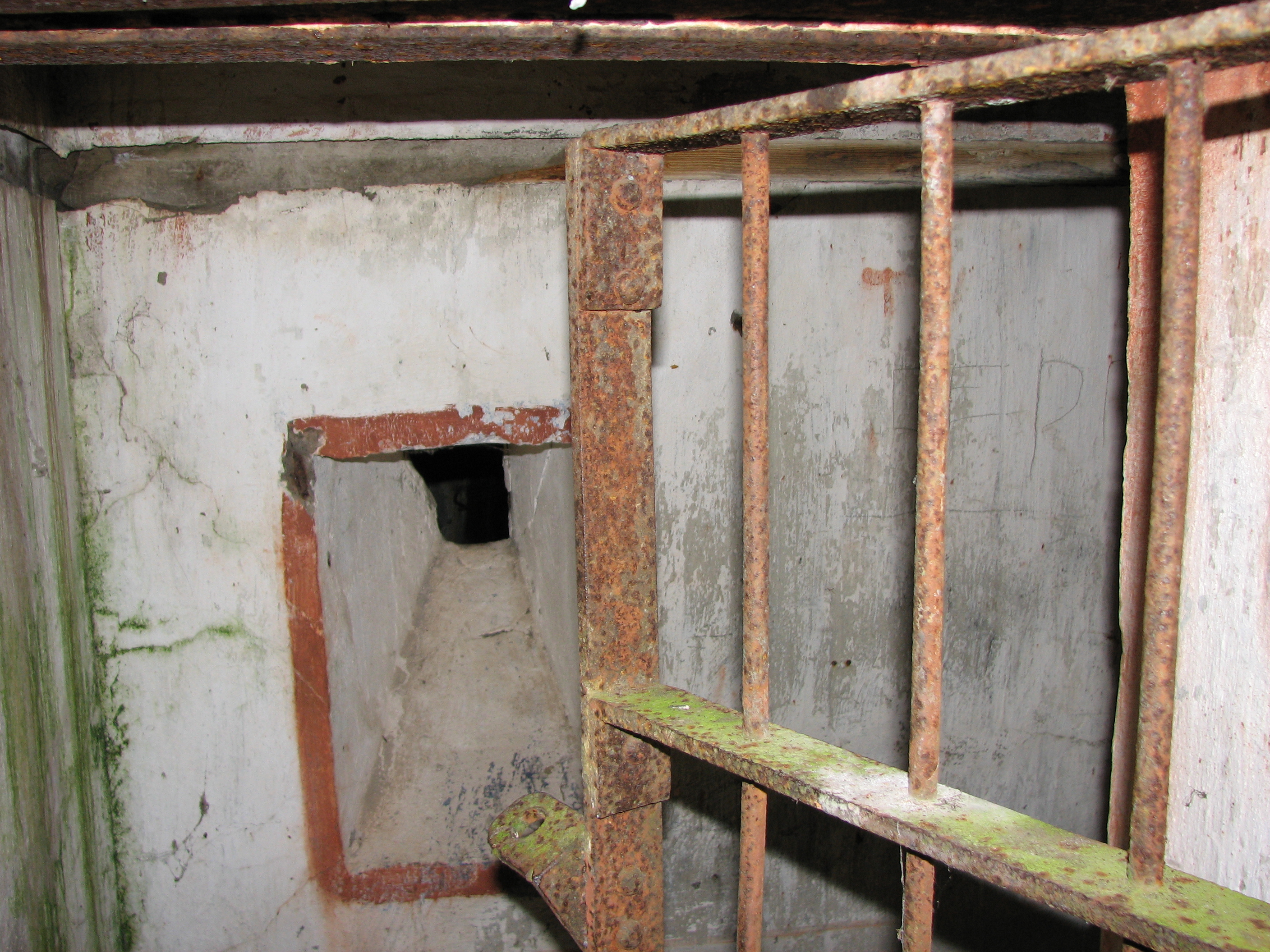
Вспоміжна амбразура для ручного кулемета для захисту входу та ґратовані двері.
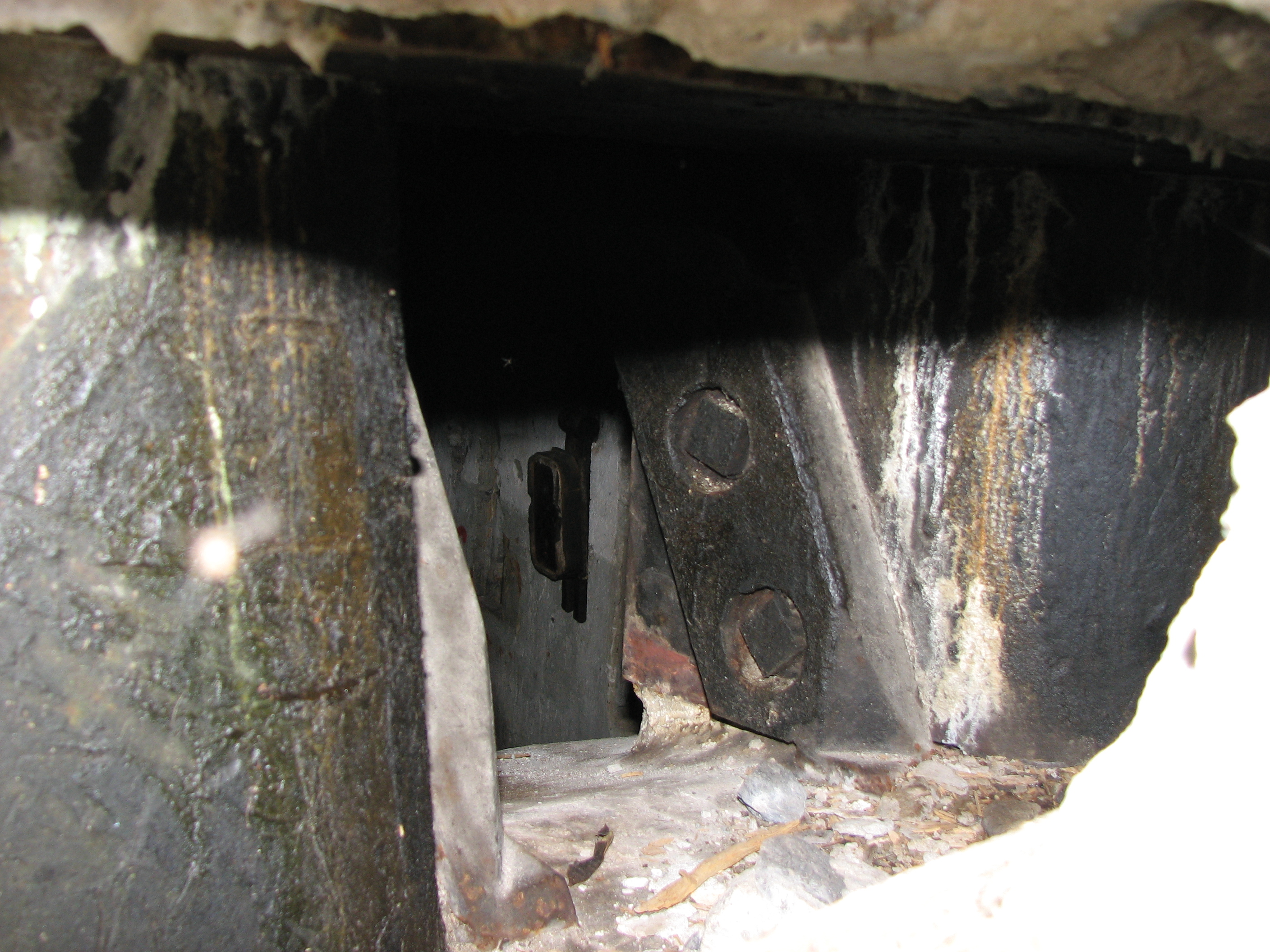
Вид на амбразурау.